# Погорільська волость
Погорільська волость — історична адміністративно-територіальна одиниця Сосницького повіту Чернігівської губернії з центром у містечку Погорільці.
Станом на 1885 рік складалася з 7 поселень, 8 сільських громад. Населення — 6099 осіб (3030 чоловічої статі та 3069 — жіночої), 918 дворових господарств.
|                     | Площа, десятин | У тому числі орної, дес. |
| ------------------- | -------------- | ------------------------ |
| Сільських громад    | 7965           | 5905                     |
| Приватної власності | 9468           | 1465                     |
| Іншої власності     | 51             | 41                       |
| Загалом             | 17484          | 7411                     |

Поселення волості:
- Погорільці — колишнє власницьке містечко при річці Смоть за 70 верст від повітового міста, 2071 особа, 287 дворів, православна церква, школа, постоялий будинок, 3 лавки, крупорушка. За 5 верст — дігтярний завод. За 8 верст — дігтярний завод.
- Лосівка — колишнє власницьке село при озерах, 929 осіб, 152 двори, 2 лавки, паровий маслобійний завод.
- Савинки — колишнє власницьке село при озері Радомка, 1544 особи, 235 дворів, православна церква, постоялий будинок, лавка, вітряний млин, крупорушка.
- Тополівка — колишнє державне та власницьке село, 742 особи, 120 дворів, православна церква, школа.

1899 року у волості налічувалось 11 сільських громад, населення зросло до 9683 осіб (4876 чоловічої статі та 4807 — жіночої).